# 오타기리역
오타기리역(일본어: 大田切駅)은 일본 나가노현 고마가네시에 위치한 도카이 여객철도 이다선의 철도역이다. 단선 승강장 1면 1선의 구조를 갖춘 지상역이다.

## 이용 현황
| 승차 인원 추이 | 승차 인원 추이 |
| 연도           | 1일 평균       |
| -------------- | -------------- |
| 1997           | 105            |
| 1998           | 101            |
| 1999           | 89             |
| 2000           | 89             |
| 2001           | 75             |
| 2002           | 85             |
| 2003           | 77             |
| 2004           | 66             |
| 2005           |                |
| 2006           |                |
| 2007           | 58             |
| 2008           |                |
| 2009           | 59             |
| 2010           | 59             |
| 2011           | 65             |
| 2012           | 67             |
| 2013           | 74             |

## 역 주변
- 국도 제153호선

## 역사
- 1914년 10월 31일 : 이나 전차 궤도(1919년에 이나 전기 철도로 개칭)의 아카호(현.고마가네 역) - 미야다 간 연신 때에 오타기리 정류장으로서 개업.
- 1943년 8월 1일 : 이나 전기 철도선이 이다선의 일부로서 국유화됨과 함께 동시에 폐지.
- 1946년 9월 1일 : 일본국유철도의 오타기리역이 재개업. 여객역.
  - 당시는, 도카이도 본선 하마마쓰 - 나고야 간의 각 역이나 이다선의 각 역, 주오 본선 가미스와 - 시오지리 간의 각 역, 마쓰모토역을 발착하는 여객만 이용되었다.
- 1954년 12월 1일 : 도쿄도 구내의 각 역이나 나가노역을 발착하는 여객도 이용가능하다.
- 1971년 4월 1일 : 여객 발착역의 제한을 폐지.
- 1987년 4월 1일 : 일본국유철도 분할 민영화에 의해, 도카이 여객철도가 승계.
- 1999년 9월 1일 : 현재의 맞이방으로 개축.

## 인접 역
| 도카이 여객철도 이다선 | 도카이 여객철도 이다선 | 도카이 여객철도 이다선 |
| ---------------------- | ---------------------- | ---------------------- |
| 고마가네 도요하시 방면 | ■ 이다선               | 미야다 다쓰노 방면     |